# Sekirei
Sekirei (セキレイ, litt. bergeronnette) est un manga de Sakurako Gokurakuin. Débuté dans le magazine Young Gangan publié par Square Enix en juin 2005, Sekirei est un manga ecchi destiné aux jeunes hommes. Une adaptation en anime produite par Seven Arcs et réalise par Keizō Kusakawa a été diffusé au Japon entre juillet et septembre 2008. Le personnage central de la série est Minato Sahashi, un étudiant ayant raté deux fois ses concours d'entrée à l'université. Sa vie change, le jour où une jolie jeune fille, Musubi, lui tombe dessus, et, après un baiser ardent, lui annonce qu'elle est sa sekirei.

## Histoire

### Prologue
Un vaisseau d'origine extraterrestre nommé Amenoiwa s'est écrasé sur Terre, en 1999, provoquant la formation d'une île. Peu de temps après, deux étudiants, Minaka Hiroto et Takami Sahashi, explorent cette île, à la recherche d'une explication scientifique de sa formation. Ils y découvrent le vaisseau, ainsi que 108 formes de vie. Grâce à la technologie très avancée découverte à bord, Minaka Hiroto fonde une entreprise pharmaceutique, MBI (Mid Bio Informatique), qui s’étendra très vite à d'autres secteur pour devenir une multinationale surpuissante. Parallèlement, avec l'aide de plusieurs autres personnes, tel Takama Sahashi ou Takehito Asama, il réussit à faire grandir les formes de vie, qui deviendront les Sekireis. L’excentrique Minaka Hiroto a alors l'idée de créer un jeu grandeur nature, qu'il appellera le Plan Sekirei.

### Synopsis
Nous sommes à Tokyo, en 2020. Minato Sahashi est mal à l'aise avec les femmes, et sans travail. En grandissant, il n'a jamais pu tenir tête à sa mère ou même à sa petite sœur. Ce trait de personnalité le poursuit toujours. Il vient d'échouer pour la seconde fois au concours d'entrée de l'université de Shindong. En réalité, Minato est extrêmement intelligent, et pourtant son incapacité à faire face au stress entraîne son échec constant. À cause de cela, il est vu comme un idiot et un loser par beaucoup. Un jour, Minato rencontre une fille nommée Musubi qui tombe littéralement du ciel. Minato apprend qu'elle est une Sekirei et lui, son Ashikabi, un humain avec des gènes spéciaux permettant de donner des « ailes » aux Sekireis. Cela les lie ensemble, et permet à la Sekirei d'utiliser entièrement ses pouvoirs, dans le combats contre les autres Sekireis. Composées de jolies filles, toutes plus mignonnes les unes que les autres, les Sekireis combattent dans une dangereuse, et parfois mortelle, compétition (appelée « le jeu » ou « le Projet Sekirei ») organisée par Minaka Hiroto, président et fondateur de la mystérieuse et puissante « Corporation MBI ». Minato découvre rapidement qu'être le partenaire d'une Sekirei n'est pas de tout repos, surtout quand il découvre qu'un Ashikabi peut en avoir plus d'une… et c'est à ce moment que les gros ennuis commencent.

## L'univers de Sekirei
L'auteur, Sakurako Gokurakuin a mis en place dans son œuvre un vocabulaire particulier, des termes et des concepts spécifiques à l'univers fantastique qu'elle a créé pour faire évoluer ses personnages : une sorte de futur proche, 2020, modifié par une irruption de surnaturel, la découverte de l'Amenoiwa et toutes les conséquences qui s'ensuivirent.

### Sekirei
Les Sekireis (セキレイ, lit. bergeronnette) sont des êtres extraterrestres dotés de super-pouvoirs avec un code génétique proche de celui des humains. Le vaisseau spatial des Sekireis s'est écrasé sur Terre en 1999 et a été découvert par deux étudiants, Minaka Hiroto, qui deviendra par la suite président du MBI et Takami Sahashi, mère de Minato et futur chef de la section recherche du MBI. Ils ont trouvé à bord de ce vaisseau 108 formes de vie.
- la première est un adulte. Elle prend tout d'abord le numéro #00 puis est renommée et devient la #01.
- les huit suivantes (de la #02 à la #09) étaient des embryons.
- les 99 autres (de la #10 à la #108) étaient des œufs fécondés.

L'adulte et les 8 embryons sont appelés les numéros simples. Il est dit que les numéros simples sans ailes sont aussi puissants, voire plus, que les autres sekireis ailés. Toutes les sekireis ont subi des ajustements, leur permettant d'êtres plus fortes, mais aussi de pouvoir contrôler et stabiliser leur pouvoir.

#### Marque sacrée des Sekireis
La marque sacrée des Sekireis apparaît lors de l’envol et disparaît une fois la Sekirei éliminé.

#### Norito
Le Norito est un pouvoir spécial et puissant qui peut être utilisé par une Sekirei, lorsque ses gènes entrent en contact avec celle de son Ashikabi, par un échange de salive, un baiser, par exemple, et qu'elle récite une incantation. C'est une déterminante importante de l'issue d'un match entre Sekireis. On ne sait pas si une Sekirei peut utiliser plus d'un Norito à la fois, mais le fait que Musubi ait deux Noritos différents en indique la possibilité.

#### L'envol
L'envol est le fait qu'un Ashikabi donne des ailes à une sekirei par transfert de salive.

#### L'élimination
Il existe trois méthodes pour éliminer une Sekirei. La première et la plus commune est de lui infliger un nombre important de dégâts. La deuxième, plus difficile à utiliser, se fait en touchant directement la marque des Sekireis, tout en récitant une incantation rituelle (norito). Elle permet de mettre hors-service une Sekirei avec pas ou peu de dégâts. La troisième méthode, interdite, consiste à tuer l’Ashikabi adverse.

#### Tama
On ne sait pas grand-chose sur le Tama. Le Tama est également appelé âme Sekirei, noyau Sekirei ou esprit Sekirei. Fondamentalement, c'est le noyau qui laisse Sekirei vivre et utiliser ses pouvoirs , donc en substance la vie d'un Sekirei lui-même, un Sekirei qui a perdu son Tama cesse de fonctionner.
Le noyau est créé à partir d'un matériau qui va de pair avec le Jinki , en les utilisant, vous pouvez allumer et éteindre le noyau et contrôler librement tous les Sekirei.
Le Tama peut être placé dans d'autres corps comme avec le Tama de # 08 Yume qu'elle a donné à # 88 Musubi . Une déclaration d' Homura indique également que le Tama peut changer de corps. Il a une fois pensé à demander un autre corps à Sahashi Takami.

### Ashikabi
Les Ashikabis sont des humains dont les gènes sont compatibles avec ceux des Sekireis, et qui par un échange de salive, en général un baiser, peuvent « donner des ailes » à une Sekirei, et lui permettre d'utiliser toutes ses techniques. Contrairement aux Sekireis, qui sont de jolies jeunes filles, ou de beaux jeunes hommes, les Ashikabis peuvent être banals, de n'importe quel sexe, âge ou situation. Dans la série, la puissance d'un Ashikabi est déterminée non seulement par le nombre de Sekireis qu'il ou qu'elle a à sa disposition, mais aussi par le lien qu'il y a entre eux. Quatre Ashikabis, notamment Minato, sont considérés comme les plus puissants, et ont des titres composé de leur nom suivi de la partie de la ville (le nord, l'est, l'ouest, ou le sud) qu'ils dominent. Quand un Ashikabi meurt, toutes ses Sekireis périssent aussi.

### Amenoiwa
Amenoiwa (コールドスリープ, lit. cryonie) est un vaisseau spatial d'origine extraterrestre. Selon Minaka Hiroto, la légende veut que ce soit le vaisseau qui était destiné à emmener les dieux et leurs trésors de « l'origine des paradis » à la terre. Malheureusement, les dieux ne trouvèrent jamais cet endroit légendaire, et disparurent avec leur trésors. On ne sait rien de plus sur sa provenance. Comme il n'est jamais montré au complet, on ne sait rien non plus de ses caractéristiques ou de sa forme. Il contient une technologie extraterrestre très avancée, que va utiliser Minaka pour créer et faire prospérer le MBI. La plupart des produits mis sur le marché par le MBI proviennent de recherches effectuées à partir de technologies trouvées à son bord. On ne sait pas actuellement ce qu'il est devenu.
C'est à bord de ce vaisseau que les 108 Sekireis sont arrivées sur Terre. Elles sont maintenues en vie dans une pièce circulaire, aux murs recouverts de 99 alvéoles, contenant chacune un œuf fécondé. Au centre de cette salle se trouve un caisson d'hibernation artificielle vertical en forme d'œuf, relié par des tubes au sol et au plafond, et rempli d'un liquide dans lequel la Sekirei #01 Miya baigne, inconsciente, alimentée par de fins tubes branchées sur elle, lorsque Minaka la découvrit. Autour de ce pilier central sont alignées, en rond, 8 autres couveuses contenant chacune un embryons. L'accès aux couveuses et aux alvéoles se fait par une passerelle circulaire longeant les murs. Au stade actuel de l'histoire, il ne reste aucune sekirei dans cette pièce, et on ne sait pas ce qu'est devenu le vaisseau.

### Jinki

Les 8 Jinkis

Les Jinkis (神器, lit. récipient/vase des dieux) sont 8 mystérieux artéfacts trouvés dans l’Amenoiwa. Ils sont numérotés de 1 à 8. Miya les dit originaires de l'âge des dieux. Selon elle, Ashikabis et Sekireis se sont toujours battus pour leur possession, dans la douleur et le sang. Selon Hiroto Minaka, ils sont « l’arme des dieux », et s’ils sont réunis, « l’âge des dieux sera rétabli dans ce monde ». Il s’en sert comme prix pour les gagnants des matchs de la 3e étape du Projet Sekirei, bien qu'il soit conscient des dangers que leur réunion représente.
En effet, si on réunit tous les Jinkis, il est possible de mettre fin à toutes les Sekireis. Ils semblent avoir des effets aussi bien sur les Sekireis que les Ashikabis. Ils permettent notamment de revoir certains souvenirs gravés dans les gènes. Grâce au Jinki numéro 8, Minato aperçoit Musubi (ou Yume) nue lui déclarant qu’elle le protégera toujours, et Tsukiumi surprend un souvenir de Miya, dans lequel quelqu’un lui demande d’être assez forte pour se protéger et protéger ceux qu’elle aime.
À l’origine, le propriétaire légitime des Jinkis est Asama Takehito. Actuellement, les Jinkis sont repartis ainsi :
- Le Jinki #1 a été gagné à l’issue du premier match par Mikogami Hayato[12].
- Le Jinki #2 a été gagné à l’issue du second match par Kouji Takano[13], puis volé par la force par Uzume et Shiina[14], pour le compte de Izumi Higa, qui en est l’actuel détenteur[15].
- Le Jinki #3 a été gagné à l’issue du troisième match par Minato Sahashi[16].
- Le Jinki #8 a été volé au MBI par Matsu avant le début du Projet sekirei. Il est donc actuellement en possession de Minato Sahashi[17].
- Trois Jinkis ont été gagnés à l'issue du quatrième match par Sanada, Seo, ainsi que l'ashikabi du numéro 86.
- Le dernier fut donné à l'ashikabi de l'escouade disciplinaire par le président pour le récompenser de ses services.

### MBI
En 1999, Hiroto Minaka, universitaire de génie, fit la découverte d'une nouvelle île surgie de nulle part au large du Japon. Il y découvrit des technologies hautement avancées ainsi que les embryons qui deviendront les Sekireis. À partir de ces découvertes, il fonda l'entreprise pharmaceutique MBI, qui devint rapidement un leader mondial dans ce domaine. Ensuite ses activités se diversifièrent, notamment avec la création d'une armée privée, et la multinationale devint le groupe le plus influent du Japon.
Parallèlement à cette expansion, le « Projet S » fut lancé. L'objectif premier était d'assurer la défense de l'île contre les attaques des nations qui voudraient se l'approprier. Pour cela la croissance des embryons de Sekirei fut relancée et les pouvoirs de ces derniers « ajustés ». Les chercheurs Takama Sahashi et Takehito Asama furent des ajusteurs prépondérants. Mais l'excentrique Hiroto Minaka, émerveillé par les pouvoirs des Sekireis décida de transformer le projet scientifique en jeu grandeur nature.

#### Projet Sekirei
Initialement nommé « Projet S », il est également appelé « Plan Sekirei » et qualifié de « Jeu ». Actuellement, dans le manga, le Projet Sekirei en est à sa troisième étape. La première saison de l'anime s'est terminée au milieu de la seconde étape.
- Première étape : Les Sekireis sont libérées et doivent trouver un Ashikabi afin d'obtenir des ailes. Cette étape se termine lorsque 90 % des Sekireis sont ailées.
- Seconde étape : Tokyo est totalement fermé afin de devenir l'arène où combattent les Ashikabis. Plus aucune Sekirei ni aucun Ashikabi ne peut sortir de la ville. Les Ashikabis doivent donner des ailes aux dernières Sekireis non-ailées restantes.
- Troisième étape : Les véritables combats entre Sekireis commencent, organisés par Minaka sous forme de match. La récompense des matchs est un Jinki. Il y a donc en théorie 7 matchs.

| 1er match : Chasse au Trésor : 3 Ashikabis avec chacun 3 Sekireis (au maximum) |              |            |
| Hayato Mikogami                                                                | Nishi Sanada | Seo Kaoru  |
| #15 Himeko                                                                     | #?? Kujika   | #11 Hikari |
| #39 Mitsuki                                                                    | #?? Kuzuri   | #12 Hibiki |
| #65 Taki                                                                       | #?? Shijime  |            |

| 2e match : Chasse au Trésor : 5 Ashikabis avec chacun une Sekirei |   |   |   |   |
| Kouji Takano                                                      | ? | ? | ? | ? |
| #73 Namiji                                                        | ? | ? | ? | ? |

| 3e match : Battle Royal : 3 Ashikabis avec chacun 3 Sekireis (au maximum) |            |                  |
| Minato Sahashi                                                            | Izumi Higa | Natsuo Ichinomi  |
| #06 Homura                                                                | #?? Kujou  | #104 Haihane     |
| #09 Tsukiumi                                                              | #?? Oshino | #105 Benitsubasa |
| #88 Musubi                                                                | #101 Oriha |                  |

Le manga est actuellement en cours de publication. La suite est donc pour le moment inconnue.

#### Escouade disciplinaire
Afin de contrer les tentatives d'invasion de l'île Kamikura par diverses armées, une unité disciplinaire de combat a été formée, comprenant les Sekireis #01 à #05 sous le commandement de Miya (#01). Les invasions furent facilement déjouées mais tous sauf Karasuba (#04) finirent par démissionner.
Yume (#08) commanda la deuxième escouade, assistée de Karasuba. Lors de son enlèvement, Musubi, encore enfant, fut gravement blessée obligeant Yume à sacrifier sa vie pour elle.
Karasuba prit la relève et devint la chef du trio actuel avec les deux autres Sekireis de Natsuo Ichinomi. Elle prit le surnom de « Sekirei Noire », Haihane étant la « Sekirei Bleue » et Benitsubasa la « Sekirei Rouge ».
Les membres de chaque escouades sont considérés comme les « chiens de gardes » du MBI, et leurs aptitudes au combat font d'eux les Sekireis les plus craints.

### Lieux
L'histoire du manga, des animes et du jeu vidéo se déroule entièrement à Tokyo. D'autres lieux sont évoqués ou montrés sous forme de flash-back ou d'histoires contées, mais les personnages principaux ne s'y rendent jamais.

#### Tokyo
Nommée Edo (江戸) avant 1868, Tokyo a été rebaptisée Shintou Teito (新東帝都) à la suite des transformations effectuées par le MBI. Depuis la phase 2 du jeu, l'armée privée du MBI patrouille dans la capitale, procédant à des contrôles d'identités au niveau des voies de circulation afin d'éviter que les Ashikabis et les sekireis ne s'échappent. Depuis qu'un couple a réussi à s'échapper, avec l'aide de Minato, les contrôles sont devenus plus drastiques et l'escouade disciplinaire n'hésite plus à intervenir à l'avance et à éliminer les Sekireis déserteuses.

##### L'appartement de Sahashi Minato
Une chambre d'étudiant avec cuisine et salle de bains où Minato habitait avant de rater ses examens d'entrée pour la seconde fois. Il fut obligé de partir car le propriétaire refusait que Musubi y loge également.

##### La demeure Izumo
Minato tombe, littéralement, dessus par hasard. Miya Asama en a hérité de son défunt mari. C'est une résidence constituée de plusieurs chambres dont une secrète. Les repas y sont pris en commun. Ironiquement, Minato est le seul véritable humain à y résider. Homura, Matsu et Uzume sont des résidents de longue date. Kazehana y a habité par le passé, puis y est revenue quand elle est devenue la Sekirei de Minato. Les 3 autres Sekireis de Minato y logent également, au grand désespoir de Miya qui a maintenant 6 locataires incapables de payer un loyer.

##### La tour du MBI
Située au centre de la ville, elle domine le paysage. Elle ressemble à un clocher d'église géant avec une horloge. C'est le quartier général de la MBI et la résidence d'Hiroto Minaka qui a la manie de faire ses pitreries près de l'horloge externe.

##### Les appartements de Izumi Higa
Situés dans l'est de la ville, il y garde l'ensemble de ses nombreuses Sekireis, son secrétaire Kakizaki ainsi que Yukari qu'il retient séquestrée.

#### Kamikura
Kamikura (神座島, Kamikura-jima) est une île découverte en 1999 par Hiroto Minaka et Takami Sahashi. Elle est soudainement apparue au large de la mer du Japon, sa formation géologique reste un mystère pour les scientifiques. C’est sur cette île qu'ils ont découvert le vaisseau spatial Amenoiwa contenant 108 formes de vie, les Sekireis.
Peu de temps après, Hiroto Minaka fonda le MBI grâce aux technologies trouvées à bord du vaisseau. Il fit de Kamikura une propriété privée lui appartenant. Il l’effaça des cartes et lui donna le statut d'extraterritorialité.
Au cours de son histoire, Kamikura subit 3 attaques, de plus en plus désordonnées. La première fut la plus importante et la plus agressive, les forces ennemies disposant notamment de 2 porte-avions et d'un croiseur. Le MBI ne disposant pas d'armée à cette époque, Hiroto Minaka créa la première Escouade disciplinaire, chargée d'assurer la défense de l'île et la sécurité des autres sekireis. Cette escouade décima littéralement les envahisseurs. Elle comprenait les 5 premières sekireis, les seules à être éveillées, Miya, Matsu, Kazehana, Karasuba et Mutsu, toutes ajustées pour l'occasion par Asama Takehito.
Depuis, toutes les Sekireis grandissent et sont ajustées sur l'île, avant de pouvoir partir à la recherche de leur Ashikabi.

## Personnages

### Pension Izumo (Nord)

#### Minato Sahashi
Minato Sahashi (佐橋 皆人, Sahashi Minato) est le personnage principal. Sa famille est composée de sa mère (Takami), de sa grand-mère et de sa petite sœur Yukari. Il ne connaît pas l’identité de son père mais il est révélé dans le chapitre 100 qu'il s'agit de Minaka. Minato est un individu très intelligent, mais à cause de son manque d’assurance, il a échoué à son examen d’entrée à l’Université à deux reprises.
Minato tomba sur Musubi après ce second échec, alors qu’elle était poursuivie par deux autres Sekireis. Se rendant compte que son corps réagissait face à lui, elle lui donna un baiser. Minato découvrit alors qu’elle est une « Sekirei » et lui un « Ashikabi », un des rares humains à pouvoir donner des « ailes » aux Sekireis, processus les liant ensemble (émotionnellement et télépathiquement) et augmentant les pouvoirs de la Sekirei. Après être devenu un Ashikabi, la MBI interdit à Minato de quitter la ville et lui annonce qu’il fait désormais partie d’un jeu éliminatoire.
Au début, il reste plutôt passif, mais prend des initiatives et gagne en assurance au fil de l’histoire par son désir de protéger ses Sekireis et ses amis.
Minato a au total donné des ailes à 6 Sekireis. Les 6 avaient une réaction physique face à lui — 3 reçurent leurs ailes au premier stade du jeu : Musubi, Kusano et Matsu ; les 3 autres les reçurent au second stade : Tsukiumi, Kazehana et Homura. Avec ce nombre important de Sekireis, Minato est reconnu comme étant l’Ashikabi le plus puissant du Nord de Tokyo, lui valant le surnom d’« Ashikabi du Nord ». Beaucoup pensent qu’il est l’élément clef permettant de déjouer les plans du MBI.
Seiyû : Shinnosuke Tachibana

#### Musubi
Musubi (結, Sekirei #88) est l’héroïne principale. Le pouvoir de Musubi est sa force surhumaine qui combinée à une expertise en arts martiaux et à sa détermination font d’elle l’une des Sekirei ayant le plus de potentiel. Elle a rencontré Minato en tombant du ciel. Elle porte très souvent des gants de combats rouges, qui accompagnent sa jupe de la même couleur avec un haut traditionnel japonais, mais la plupart du temps ces vêtements se retrouvent déchirés à la suite du combat. Lorsqu’elle est en colère, jalouse ou déprimée son aura prend la forme d’un ours féroce, sur le modèle du démon qui accompagne son instructrice Miya. Bien que beaucoup la considèrent comme immature et naïve, elle se montre toujours joyeuse et hautement capable lorsqu’il s’agit d'analyser les émotions. La compréhension mutuelle qu’elle partage avec Minato fait que leur lien est particulièrement fort. Elle a un goût prononcé pour la compétition et les combats, mais reste toujours polie, respectueuse des règles et demande toujours à son adversaire s'il veut engager le combat. C'est une grande mangeuse, étant donné que son pouvoir requiert beaucoup d’énergie. La conscience et les pouvoirs de la Sekirei Yume (#08) sont scellés en elle, et se manifestent en de rares occasions.
Les attaques de Musubi sont Kuma-ken (Poing de l’Ourse) et Kuma-ryusei (l’Ourse Météore) et son Norito est « Poing de mon serment, brise les maux de mon Ashikabi ! ».
Seiyû : Saori Hayami

#### Kusano
Kusano (草野, Sekirei #108), généralement appelée « Ku-chan », est la plus jeune des Sekireis de Minato. Ses ajustements sont incomplets, expliquant pourquoi elle perd le contrôle de ses pouvoirs à la suite de chocs émotionnels. Elle s’est ainsi retrouvée isolée dans un jardin botanique après que l’Ashikabi Mikogami eut tenté de lui donner ses ailes avec l’aide de #43 Yomi. Minato fit sa connaissance par voie télépathique, lui demandant de venir la sauver. Elle l'appelle « onii-chan » (grand frère), est très attachée à lui prenant souvent modèle sur Musubi et Tsukiumi. Elle déteste les combats et des querelles et utilise souvent ses pouvoirs afin de les arrêter.
Le pouvoir de Kusano est la chlorokinésie, ce qui lui permet à contrôler la croissance des plantes, les faisant pousser à des vitesses et dans des proportions inimaginables, paralysant ses adversaires sans les blesser. Son nom signifie « prairie ». Avant de quitter la MBI, elle et #107 Shiina se considéraient comme frère et sœur bien que leurs pouvoirs soient l’opposé exact l’un de l’autre. À l’origine, Takami avait envoyé Homura pour la ramener à la MBI avant que des Ashikabis ne la trouvent (à la suite de l'annonce de la MBI), mais ensuite elle laissa son fils s’occuper d’elle.
Seiyû : Kana Hanazawa

#### Matsu
Matsu (松, Sekirei #02) est une informaticienne de génie et une pirate informatique surdouée qui utilise un vaste réseau de satellites et d’outils d’espionnage pour rassembler de grandes quantités d’informations. Elle réussit même à pirater le serveur central et les satellites (d’observation et de combat) de la MBI.
Elle s’est auto-désignée la Sekirei du « Savoir ». Elle utilise aussi tous les moyens qu’elle a à disposition pour espionner la vie privée des gens et cherche la moindre occasion pour commencer ses « expériences » (sexuelles) sur Minato. Homura est souvent l’une de ses cibles, ce dernier répliquant en utilisant ses pouvoirs pyrokinétiques sur elle. Elle fut aussi tentée par une expérience lesbienne avec Musubi. Elle est l’archétype d’une otaku avec ses lunettes et le fait qu’elle préfère rester la plupart du temps dans sa chambre avec ses ordinateurs. Elle aime également observer d’un air moqueur le chaos dans lequel se trouve quotidiennement Minato face aux excentricités de ses Sekireis. Vu qu’elle a volé le 8e Jinki, Matsu est pourchassée par le MBI depuis un long moment, la poussant à se réfugier chez Miya dans une chambre secrète. Elle fit partie de la première Escouade Disciplinaire, fournissant des informations sur l’ennemi en se connectant aux satellites d’observation. Elle est la stratège de Minato, et l’aide à distance, depuis sa chambre, lors des opérations qu’il entreprend.
Le pouvoir de Matsu est la technopathie, permettant à son cerveau d’accéder à tout appareil électronique et d’analyser les informations qu’il contient. Elle suggéra qu’avec le norito elle serait capable de commander ces appareils, mais ne pouvant le faire en mode normal elle a pour cela installé un nombre impressionnant d’ordinateurs dans sa chambre. Son prénom signifie « Pin ».
Seiyû : Aya Endo

#### Tsukiumi
Tsukiumi (月海, Sekirei #09) est apparue à Minato dans un rêve au cours duquel elle déclara vouloir le tuer. En effet elle éprouve initialement du mépris envers les humains et a décidé qu'elle ne tirerait pas sa force du fait de recevoir ses ailes d'un Ashikabi, d'autant qu'elle est persuadée que son Ashikabi va inévitablement souiller son corps. Malgré leur première rencontre plutôt chaotique, Minato brise ses préjugés et elle est convaincue par son désir sincère de devenir son Ashikabi. Par la suite, elle n’aura de cesse d'affirmer qu’elle est la « femme légitime » de Minato, se montrant très jalouse et possessive. Elle est la plus colérique des Sekireis de Minato et se retrouve souvent dans des relations de rivalités avec ses camarades. Mais d’un autre côté elle considère que l’honneur est primordial, refuse d’impliquer des humains dans des combats et montre part moment qu’elle a beaucoup d’affection pour Minato et les Sekireis de ce dernier. Sa jupe a tendance à se soulever à chacune de ses attaques lui valant les moqueries de Kazehana.
Tsukiumi se considère comme la rivale d’Homura puisque qu’apparemment il l’a vaincue dès leur première confrontation. Mais depuis sa raison de gagner en puissance est pour pouvoir rester avec Minato.
Tsukiumi a comme pouvoir l’hydrokinésie. Elle peut mouvoir l’eau et en générer des quantités importantes sous forme liquide. Son nom contient les termes Lune et Mer.
Les attaques de Tsukiumi sont Yamata No Orochi (Serpent à huit têtes), la Flèche d’Eau, le Festival Aquatique, l’Explosion Aquatique, l’Épée d’Eau, le Dragon d’Eau, le Dragon de Vapeur (combinaison avec le Dragon de Feu d’Homura), Shiomitsu Tama (Bijou de la Marée) et son Norito est « Eau de mon serment, purifie le mal qui est en mon Ashikabi ».
Seiyû : Marina Inoue

#### Kazehana
Kazehana (風花, Sekirei #03) rencontra Minato à l’auberge Izumo, s’étant effondrée dans sa chambre après une beuverie. Quelque temps avant elle rencontrait Musubi et Tsukiumi alors qu’elles faisaient face sans le savoir à Uzume (venue pour éliminer la sekirei Kuno). Mais ayant reconnu Uzume, elle s’arrangea pour mettre fin au combat, agaçant au passage Tsukiumi. Elle sous entend à plusieurs reprises que Minato est le fils de Minaka, ayant des mains et des pommettes similaires. Malgré le manque de virilité de Minato, l’inquiétude et l’amour qu’il porte pour ses Sekireis séduisit Kazehana qui devint finalement sa 5e Sekirei. En temps normal Kazehana affiche une personnalité insouciante et devient très passionnée dès qu’une discussion aborde le sujet de l’amour. Lorsqu’elle est sérieuse elle se montre très puissante et n’autorise personne à part le Président de la MIB et #01 à mal lui parler. Kazehana fit partie de la première Escouade Disciplinaire. Elle est tombée amoureuse du président Hiroto Minaka, mais ce dernier était amoureux de Takami Sahashi. Par la suite, elle a démissionné et est partie en voyage « gastronomique » à travers le Japon.
Kazehana a comme pouvoir l’aerokinésie, avec lequel elle peut contrôler le vent et voler jusqu’à un certain point. Son nom signifie Fleur des Vents. La seule attaque qu’on lui connaît est « Hana Senpuu » (Tourbillon de Fleurs) et son Norito est « Vent de mon serment, souffle les nuages sombres pour mon Ashikabi ».
Seiyû : Yukana

#### Homura
Homura (焔, Sekirei #06) est le « Gardien Sekirei », étant chargé par Takami de protéger les Sekireis qui n’ont pas encore rencontré leur Ashikabi. La plupart du temps il a eu à affronter Hikari et Hibiki ainsi que les Sekireis de Mikogami. Avant d’avoir reçu ses ailes, son pouvoir et son genre étaient instable, mettant ainsi souvent le feu à son propre corps. Il garde une mentalité masculine même après la féminisation de son corps. Depuis longtemps il vit sous l’identité humaine de Kagari (篝), un hôte de club populaire auprès de femmes, car son objectif était de trouver son Ashikabi de cette manière, mais ce fut sans succès. Seules Miya, Uzume, Matsu et Kazehana connaissaient sa véritable identité. Son corps commença à développer une réaction envers Minato après son arrivée dans l’auberge, amorçant ainsi une féminisation. Bien qu’au départ il n’en trouvait pas la cause, il finit par comprendre que cela état lié au nombre croissant de Sekireis « ailées » par Minato, le rendant ainsi plus attractif vis-à-vis des autres Sekireis.
Lorsqu’il se rendit compte que Minato est l’ashikabi qui lui est destiné, il refusa de perdre sa liberté et parti se venger de Minaka, pour avoir mis en place le jeu et parce que le jugeant responsable de sa condition physique. Mais au même moment, étant le dernier Sekirei sans ailes, la MBI lança une « quête » afin d’inciter tous les Ashikabis à se l’accaparer. Mikogami et Higa répondirent à l’appel, mais refusant de devenir un trophée, Homura préfèra s’immoler par le feu. Il fut sauvé de justesse par Minato, qui après lui avoir expliqué que sa place était parmi ses amis de l’auberge, lui donna ses ailes, stabilisant par là même son pouvoir. Minato a la possibilité de féminiser la personnalité d’Homura, mais préfère lui laisser la liberté de choix.
Homura a comme pouvoir la pyrokinésie, lui permettant de générer des flammes, bien que leur contrôle soit difficile au départ. Tsukiumi estimait qu’il était le plus puissant des Sekireis non ailés. Son nom signifie « flamme » et ses attaques connues sont le Dragon de Feu, le Dragon de Vapeur (avec Tsukuimi), le Serpent de Feu et le Mur de Feu. Son Norito est « Feu de mon serment, brûle le karma de mon Ashikabi ».
Seiyû : Yuki Kaida

#### Miya Asama
Miya Asama (浅間 美哉, Asama Miya, Sekirei #01) est la propriétaire de l’Auberge Izumo, dont la spécialité est le maniement du sabre. Takehito, son défunt mari et hypothétiquement son Ashikabi était chercheur à la MBI. Elle a également affirmé qu’elle a coupé les liens avec la MBI à la suite des événements qui ont causé sa mort. Elle dit ne jamais refuser l’abri à une personne en besoin. En revanche elle interdit absolument les combats ou l’indécence dans sa maison, bien qu’elle-même espionne certaines conversations de ses résidents à travers un canard de bain conçu par Matsu. Elle semble prendre plaisir à se moquer de Minato, affirmant le tenir responsable d’événements sur lesquels il n’a aucune emprise. Dans une conversation privée avec Matsu (avant le 3e stade) elle déclara que Minato ne méritait pas ses Sekireis et qu’elle serait volontiers partie tuer Minaka à la place d’Homora. Elle s’est mise à entraîner Musubi et Tsukuimi à leur propre demande. Lorsqu’elle est en colère, énervée, si quelqu’un brise les règles de la résidence ou lorsqu’elle lance des menaces l’aura d’un visage démoniaque apparaît derrière elle, ceci étant suffisamment efficace pour qu’on lui obéisse. Elle semble tenir ce don d’intimidation de Takehito Asama.
Il est fortement suggéré que Miya est la plus forte des Sekireis, Karasuba affirmant même que son pouvoir est d’un tout autre ordre. Lorsqu’elle dirigeait la première Escouade Disciplinaire elle était notamment capable de faire couler des navires de guerres à distance rien qu’en lançant un coup d’épée. Cette réputation fait qu’aucun Sekirei, ni la MBI n’ose attaquer l’auberge afin de ne pas recevoir les représailles de l’« Hannya du Nord ».
Son pouvoir semble être la création d’onde de chocs, ou d’ondes soniques (selon l’anime) qui lancées à travers son sabre son capable de détruire une cible à plusieurs centaines de mètres ou de générer un cratère. En plus de cela elle est experte en combat à l’épée et en techniques d’attaques et de défense. Elle fut à l’origine la Sekirei #00, la seule ayant été retrouvée adulte. Matsu a indiqué qu’elle n’est pas à proprement parler une Sekirei. Le fait que la mort de Takehito n’ait pas engendré la sienne et qu’elle ne possède pas de marque sur son dos indique peut-être qu’elle ne peut être ailée. Elle est présentée plus tard par Matsu comme la reine des Sekireis.
Seiyû : Sayaka Ohara

#### Yume
Yume (結女, Sekirei #08) fut la leader de la deuxième Escouade Disciplinaire, faisant équipe avec Karasuba. Yume a secouru Musubi alors qu’elle n’était qu’une enfant en lui donnant son « Tama » (entité contenant les pouvoirs, la force vitale et la conscience de la Sekirei). Yume ressemble incroyablement à Musubi au niveau physique. Elle est en revanche beaucoup plus mature et sérieuse. Contrairement à Karasuba, elle a une croyance presque religieuse envers le lien unissant Ashikabi et Sekirei, convaincue que l’amour est la clef de la puissance et de la destinée des Sekireis. Elle s’est pour cela autoproclamée la « Sekirei du Destin » et la « Défenseuse de l’Amour ». Elle semble en connaître beaucoup sur l’origine et l’objectif des Sekireis et des Ashikabis.
Ses pouvoirs semblent basés sur les rayons lumineux, étant capable de produire un laser surpuissant. En plus de cela elle possède comme Musubi une grande force et une expertise en arts martiaux. Sa conscience et ses pouvoirs ont pu refaire surface quand Musubi était en grande difficulté lors de son combat contre Karasuba, pouvant même régénérer le sceau de cette dernière. Ce fut également le cas lorsque Minato entra en contact avec le Jinki #08. Plus généralement elle réagit à l’intensité des émotions partagées par Minato et ses Sekireis ; elle promit à ce dernier de le protéger.
Seiyû : Saori Hayami

### MBI
MBI (M ・ B ・ I, エ ム ビ ー ア イ, Emu Bī A ) est une abréviation de Mid Bio Informatics , un puissant conglomérat fondé par Minaka Hiroto, dont le siège est basé à Teito Tower (帝都 塔, Teitō-tō ) et en charge de le plan Sekirei. Avec la surtechnologie ("Regalia" Kanji utilisé pour cela ), trouvé dans le vaisseau extraterrestre sur l' île de Kamikura , il a construit MBI en tant que société pharmaceutique. Peu de temps après, ce MBI est devenu un réseau économique, technologique et médical, contrôlant le monde dans tous les domaines . MBI a suffisamment de pouvoir et d'influence pour prendre le contrôle d'une immense ville comme Tokyo et pour posséder et maintenir une armée d'entreprise.

### Personnel
- Minaka Hiroto : fondateur et PDG
- Sahashi Takami : Chercheur en chef et responsable du plan Sekirei
- Asama Takehito : Chercheur (décédé)
- Ichinomiya Natsuo : commis MBI et aussi Ashikabi de l'équipe disciplinaire
- Miyajima : Conseiller spécial etaccordeur de Tsukiumi

## Manga
Sekirei est au départ une série de manga pré-publiée dans le magazine de seinen manga Young Gangan en juin 2005, puis publiée en Tankōbon par Square Enix. En juillet 2011, on compte 11 volumes parus au Japon, et aucun en France ou dans le reste du monde. La série est encore en cours de publication.

### Fiche technique
- Mangaka, Scénario et Dessin : Sakurako Gokurakuin
- prépublication : Young Gangan
- Édition japonaise : Square Enix
  - Nombre de volumes sortis : 18
  - Date de première publication : Juin 2005
  - Statut : En cours de publication

## Anime
Sekirei a été adapté en anime, comptant actuellement 2 saisons, soit 25 épisodes appelés « Plume » (羽, hane), en référence aux ailes des Sekireis. Les épisodes, produits par Aniplex et animés par Seven Arcs, ont été réalisés par Keizō Kusakawa et écrits par Takao Yoshioka, avec un Chara design de Shinpei Tomooka. La première saison, de 12 épisodes, a été diffusée au japon entre le 2 juillet 2008 et le 17 septembre 2008 sur Tokyo MX, puis sur diverses autres chaines. Cette saison reste fidèle à l'intrigue du manga, en suivant les 50 premiers chapitres de la série. Les six DVD en japonais de cette saison sont sorties entre le 22 octobre 2008 et le 25 mars 2009. Le sixième DVD offre en bonus un épisode OAV de 10 minutes intitulé « Mes premières courses », mettant en scène Kusano, participant avec Musubi et Tsukiumi à la course de shopping. La première saison a été licenciée en novembre 2009 par Funimation Entertainment pour une distribution en Amérique du Nord, puis doublée en anglais sous la direction de Jason Grundy. Funimation Entertainment a publié 4 DVD en anglais, et un coffret édition complète le 23 novembre 2010.
La seconde saison, intitulée Sekirei : Pure engagement, a été diffusée entre le 4 juillet 2010 et le 26 septembre 2010 sur Tokyo MX, puis sur d'autres chaines. Les sept DVD et Blu-ray de cette saison sont sorties entre le 25 août 2010 et le 23 février 2011. L'édition limitée DVD Sekirei : Pure engagement + CD est vendue avec un extrait d'OAV de 3 minutes, qui serait l’épisode zéro, intitulé « Deux sujets de commérages ». L'OAV complet de 28 minutes est sortie avec le premier volume des DVD de la seconde saison. Cette saison a aussi été licenciées par Funimation Entertainment pour une distribution en Amérique du Nord.
Comme à la fin de la première saison, le dernier épisode de la seconde saison se termine sur la phrase « To be continued ».

## Produits dérivés

### Jeu vidéo
Un jeu vidéo pour PlayStation 2 intitulé Sekirei ~Gifts from the Future~ (セキレイ ～未来からのおくりもの～, lit. Sekirei ~ Mirai kara no Okurimono ~) a été développé par Alchemist et est sorti le 29 octobre 2009. Il comporte deux éditions, une édition normale et une limitée. L'édition limitée contient des figurines de Musubi et Tsukiumi avec Kusano déguisée en panda, un CD du Drama audio de 40 minutes, et une illustration de Matsu.
En plus de Musibi, Tsukiumi, Matsu, Kusano, Miya, Homura, Uzume et Minato qui ont les mêmes rôles que dans le manga et l'animé, quatre nouveaux personnages ont été créés par le studio Alchemist, deux Sekireis, un Ashikabi et un bébé. Le jeu se place dans la chronologie du manga et de l'anime, et est mis en scène comme un Visual novel. Minato et les Sekirei de la demeure Izumo rencontrent les nouveaux personnages, la Sekirei #54 Kuruse (来瀬) (Haruka Tomatsu), la #57 Yahan (夜半) (Ayahi Takagaki) et l'Ashikabi Reiji Koya (甲屋　玲治) (Yūichi Nakamura), ainsi que le bébé appelé Aka-chan (赤ちゃん) (Haruka Tomatsu). Tout s'articule autour la découverte du bébé, et des personnes qui le poursuivent.
Deux musiques ont été composées pour le jeu, « Yaksuko I'm with You » et « Survive Baby Survive ! », toutes deux chantées par Saori Hayami, Marina Inoue, Kana Hanazawa et Aya Endo.

#### Fiche technique
- Titre en Kanji : セキレイ ～未来からのおくりもの～
- Titre en Romaji : Sekirei ~Mirai kara no okurimono~
- Titre traduit en français : Sekirei ~Présents de l'avenir~
- Développeur : Alchemist
- Sortie : 29 octobre 2009
- Genre : visual novel
- Type : solo

### Drama Audio
Un drama audio intitulé Sekirei Original Drama CD a été publié le 25 juillet 2007, par Frontier Works.
Fiche technique
- ASIN: B000RG136C
- Éditeur : Frontier Works
- Durée : 78 min
- Nombre de CD : 1
- Nombre de pistes : 4
- Titre des pistes :
  - 1re plume : 出雲荘の人々 (izumo sou no hitobito, lit. Les habitants de la Demeure Izumo?)
  - 2de plume : ナナシのセキレイ (nanashi no sekirei, lit. La sekirei anonyme?)
  - 3e plume : 懲りないヤツら (kurenai yatsura?)
  - 4e plume : 帝都、上陸 (Tokyo, jouriku, Tokyo, atterrissage?)
- Date de publication : 25 juillet 2007

Doublage

### Publications
- Sekirei Official Fanbook – Allurement –, TV Animation, 22 octobre 2008, 29.2*20.8*1 cm, relié, 95 pages, Square Enix, Japonais,  (ISBN 978-4757523920)

### Musique, CD
Liste de tous les single et album publiés :
- Sekirei Sound Complete (CD+DVD) Édition limitée, Aniplex, 59 minutes, 1 CD (12 pistes) + 1 DVD (6 extraits), 29 septembre 2010, (ASIN B003X03CCM).
- Sekirei – Dear Sweet Heart –, single, 23 août 2008, 1 CD (4 pistes), 17 min, Anilpex Inc (ASIN B001AO15W).